# به خاطر تو (فیلم ۲۰۰۷)
به خاطر تو (به تامیلی: Unnale Unnale) و (به انگلیسی: Because of You) فیلمی هندی محصول سال ۲۰۰۷ و به کارگردانی جیوا است. در این فیلم بازیگرانی همچون وینی رای، سدها، تانیشا موکرجی و لکها واشینگتن ایفای نقش کرده‌اند.